# Jonathan Ferland
Jonathan Ferland (* 9. Februar 1983 in Sainte-Marie-de-Beauce, Québec) ist ein kanadischer Eishockeyspieler, der seit Juli 2017 bei den Belfast Giants in der Elite Ice Hockey League unter Vertrag steht.

## Karriere

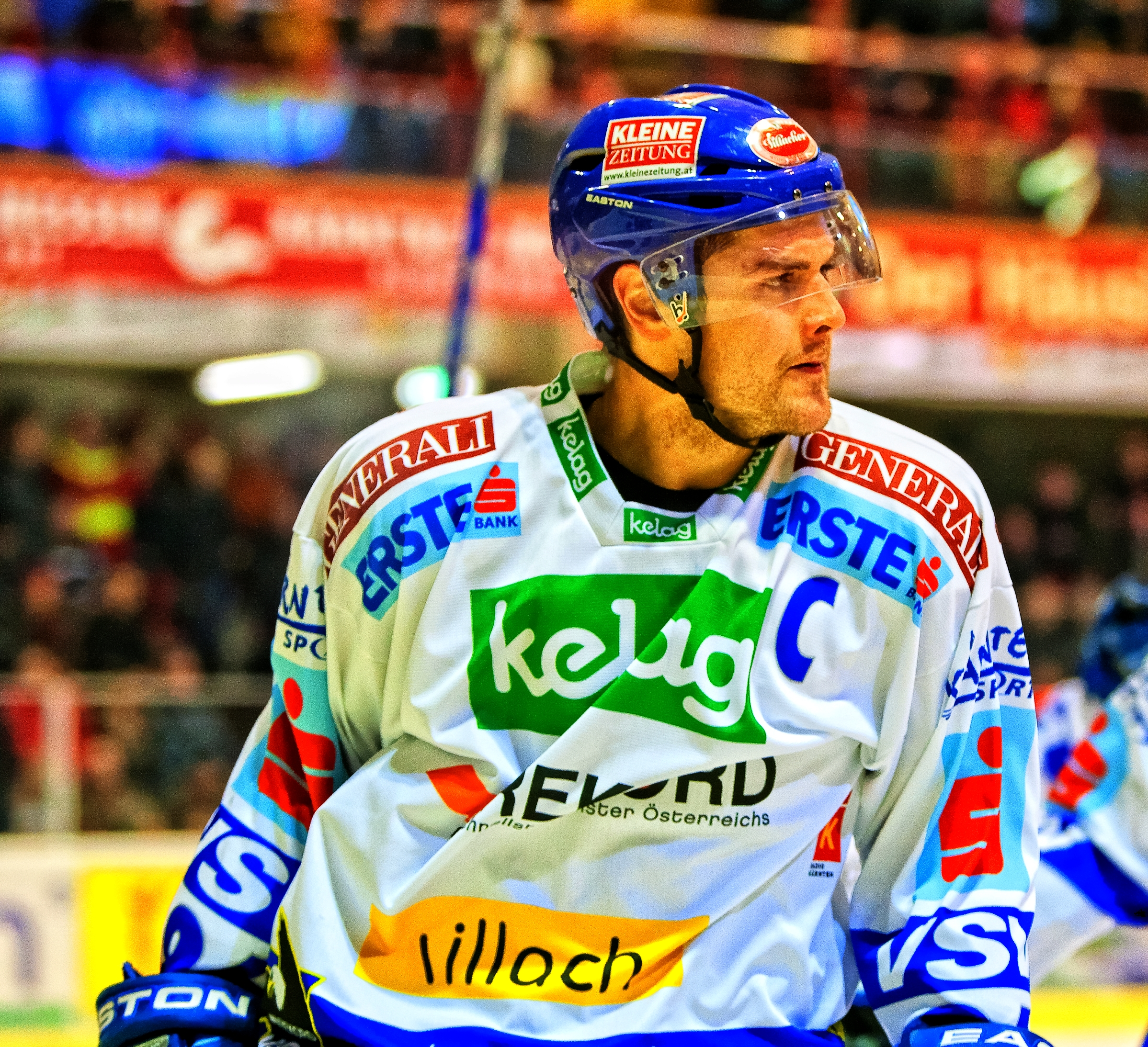
Jonathan Ferland im Trikot des EC VSV

Ferland begann seine Karriere 1999 im Team der Moncton Wildcats, mit dem er in der Québec Major Junior Hockey League spielte. Nach seinem Wechsel zu Acadie-Bathurst Titan spielte er noch drei Jahre in der QMJHL. Beim NHL Entry Draft 2002 wurde er in der siebten Runde an Position 212 von den Montréal Canadiens ausgewählt, für die er in der Saison 2005/06 in sieben Begegnungen auf dem Eis stand und ein Tor erzielte. Die Habs setzten den rechten Flügelstürmer vorwiegend im Farmteam bei den Hamilton Bulldogs in der American Hockey League ein, mit denen Ferland in der Saison 2006/07 den Calder Cup gewann.
Nachdem er den Sprung in die NHL nie dauerhaft geschafft hatte, wechselte der Kanadier 2008 nach Europa zum EC VSV. Dort wurde er schnell zu einem Publikumsliebling und war in der Saison 2010/11 der Mannschaftskapitän des VSV. Im Juli 2011 wurde der Stürmer von den Vienna Capitals verpflichtet und gehörte dort in den folgenden Jahren zu den Leistungsträgern und prägenden Figuren. Zwischen 2014 und 2017 war er Mannschaftskapitän der Capitals und führte diese 2017 zum Gewinn der österreichischen Meisterschaft.
Im Juni 2017 wurde bekannt, dass Cheftrainer Serge Aubin nicht weiter mit Ferland plant. Am 11. Juli 2017 wurde bekannt, dass Jonathan Ferland nach Nordirland zu den Belfast Giants wechselt.

## Erfolge und Auszeichnungen
- 2007 Calder-Cup-Gewinn mit den Hamilton Bulldogs
- 2013 EBEL-Vizemeister mit den Vienna Capitals
- 2017 Österreichischer Meister mit den Vienna Capitals

## Karrierestatistik
Stand: Ende der Saison 2018/19
(Legende zur Spielerstatistik: Sp oder GP = absolvierte Spiele; T oder G = erzielte Tore; V oder A = erzielte Assists; Pkt oder Pts = erzielte Scorerpunkte; SM oder PIM = erhaltene Strafminuten; +/− = Plus/Minus-Bilanz; PP = erzielte Überzahltore; SH = erzielte Unterzahltore; GW = erzielte Siegtore; 1 Play-downs/Relegation; Kursiv: Statistik nicht vollständig)